# Callyspongia
Genre
Synonymes
- Cacochalina Schmidt, 1868

Callyspongia  est un genre d'éponges de la famille Callyspongiidae.

## Liste d'espèces
Selon World Register of Marine Species (3 mai 2016) :
- Callyspongia abnormis Pulitzer-Finali, 1993
- Callyspongia acapulcaensis (Carter, 1882)
- Callyspongia aculeata (Linnaeus, 1759)
- Callyspongia aerizusa Desqueyroux-Faúndez, 1984
- Callyspongia affinis (Hentschel, 1912)
- Callyspongia altera Wiedenmayer in Hooper & Wiedenmayer, 1994
- Callyspongia annulata (Ridley & Dendy, 1886)
- Callyspongia arcesiosa de Laubenfels, 1936
- Callyspongia ariakensis Tanita, 1968
- Callyspongia armigera (Duchassaing & Michelotti, 1864)
- Callyspongia asparagus (Lamarck, 1814)
- Callyspongia aspericornis (Lamarck, 1814)
- Callyspongia aspinosa Lévi, 1959
- Callyspongia aurantiaca (Lendenfeld, 1887)
- Callyspongia australis (Lendenfeld, 1887)
- Callyspongia azurea Fromont, 1995
- Callyspongia barodensis Burton, 1959
- Callyspongia bathami Bergquist & Warne, 1980
- Callyspongia bilamellata (Lamarck, 1814)
- Callyspongia biru de Voogd, 2004
- Callyspongia bispicula Tanita, 1961
- Callyspongia brucei Pulitzer-Finali, 1982
- Callyspongia bullata (Lamarck, 1814)
- Callyspongia californica Dickinson, 1945
- Callyspongia calyx (Keller, 1889)
- Callyspongia capricorni Pulitzer-Finali, 1982
- Callyspongia carens Pulitzer-Finali, 1982
- Callyspongia clathrata (Dendy, 1905)
- Callyspongia clavata (Keller, 1889)
- Callyspongia claviformis (Kieschnick, 1896)
- Callyspongia communis (Carter, 1881)
- Callyspongia compressa (Carter, 1885)
- Callyspongia confoederata (sensu Ridley, 1884)
- Callyspongia conica (Brøndsted, 1924)
- Callyspongia conica (Keller, 1889)
- Callyspongia conica (Lendenfeld, 1887)
- Callyspongia contorta Pulitzer-Finali, 1993
- Callyspongia conulosa (Kieschnick, 1900)
- Callyspongia coppingeri (Ridley, 1881)
- Callyspongia crassa (Keller, 1889)
- Callyspongia crassifibra (Dendy, 1887)
- Callyspongia cylindrica (Lendenfeld, 1886)
- Callyspongia dendyi (Burton, 1929)
- Callyspongia dendyi (Burton, 1931)
- Callyspongia densa (Keller, 1889)
- Callyspongia densasclera Lehnert & van Soest, 1999
- Callyspongia differentiata (Dendy, 1922)
- Callyspongia difficilis (Brøndsted, 1924)
- Callyspongia diffusa (Ridley, 1884)
- Callyspongia doorae (Brøndsted, 1934)
- Callyspongia ecklonia Hoshino, 1981
- Callyspongia elastica (Kieschnick, 1898)
- Callyspongia elegans (Lendenfeld, 1887)
- Callyspongia elegans (Thiele, 1899)
- Callyspongia erecta (Kieschnick, 1898)
- Callyspongia eschrichtii Duchassaing & Michelotti, 1864
- Callyspongia euplax (Lendenfeld, 1887)
- Callyspongia exigua (Lendenfeld, 1887)
- Callyspongia fallax Duchassaing & Michelotti, 1864
- Callyspongia fenestrata (Desqueyroux-Faúndez, 1984)
- Callyspongia fibrosa (Ridley & Dendy, 1886)
- Callyspongia fistularis (Topsent, 1892)
- Callyspongia fistulosa (Kirk, 1911)
- Callyspongia flabellata Burton, 1932
- Callyspongia flabelliformis Tanita, 1968
- Callyspongia flammea Desqueyroux-Faúndez, 1984
- Callyspongia foliacea (Esper, 1797)
- Callyspongia folioides (Bowerbank, 1875)
- Callyspongia fragilis (Kieschnick, 1898)
- Callyspongia fructicosa Desqueyroux-Faúndez, 1984
- Callyspongia fungosa Wiedenmayer in Hooper & Wiedenmayer, 1994
- Callyspongia fusifera (Thiele, 1905)
- Callyspongia globosa Pulitzer-Finali, 1982
- Callyspongia glomerata (Whitelegge, 1897)
- Callyspongia hirta Pulitzer-Finali, 1993
- Callyspongia hispidoconulosa Desqueyroux-Faúndez, 1984
- Callyspongia hospitalis (Stephens, 1915)
- Callyspongia implexa (Topsent, 1892)
- Callyspongia incrustans (Row, 1911)
- Callyspongia inflata Duchassaing & Michelotti, 1864
- Callyspongia infundibuliformis (Bergquist, Morton & Tizard, 1971)
- Callyspongia irregularis Bergquist & Warne, 1980
- Callyspongia joubini (Topsent, 1897)
- Callyspongia laboreli Hechtel, 1983
- Callyspongia lacera (Lamarck, 1814)
- Callyspongia latituba (Dendy, 1924)
- Callyspongia ligulata (Whitelegge, 1901)
- Callyspongia lobata (Ridley, 1884)
- Callyspongia longissima (Duchassaing & Michelotti, 1864)
- Callyspongia macrodactyla (Ridley, 1884)
- Callyspongia maculata (Keller, 1889)
- Callyspongia mammillata (Burton, 1933)
- Callyspongia manus Lendenfeld, 1887
- Callyspongia megalorrhaphis (Ridley & Dendy, 1886)
- Callyspongia mollis (Lendenfeld, 1887)
- Callyspongia mollis (Topsent, 1897)
- Callyspongia mollissima (Lendenfeld, 1887)
- Callyspongia monilata (Ridley, 1884)
- Callyspongia mucosa Lehnert & Stone, 2013
- Callyspongia multiformis (Pulitzer-Finali, 1986)
- Callyspongia murata (Ridley, 1884)
- Callyspongia murex Hoshino, 1981
- Callyspongia muricina (Lamarck, 1814)
- Callyspongia oliveri (Kirk, 1911)
- Callyspongia orieminens Pulitzer-Finali, 1982
- Callyspongia osculata (Lendenfeld, 1887)
- Callyspongia pallida Hechtel, 1965
- Callyspongia pambanensis Rao, 1941
- Callyspongia paralia Ilan, Gugel & van Soest, 2004
- Callyspongia parva Desqueyroux-Faúndez, 1984
- Callyspongia patula Hoshino, 1981
- Callyspongia paucispina (Lendenfeld, 1887)
- Callyspongia perforata Pulitzer-Finali, 1993
- Callyspongia pergamentacea (Ridley, 1881)
- Callyspongia peroni (Topsent, 1932)
- Callyspongia persculpta Wiedenmayer, 1989
- Callyspongia plancella (Lamarck, 1814)
- Callyspongia plicifera (Lamarck, 1814)
- Callyspongia poculum (Carter, 1885)
- Callyspongia polymorpha Desqueyroux-Faúndez, 1984
- Callyspongia psammophera de Laubenfels, 1954
- Callyspongia pseudofibrosa (Desqueyroux-Faúndez, 1984)
- Callyspongia pseudoreticulata Desqueyroux-Faúndez, 1984
- Callyspongia pseudotoxa Muricy & Ribeiro, 1999
- Callyspongia pulvinata (Lindgren, 1897)
- Callyspongia ramosa (Gray, 1843)
- Callyspongia raphidiophora (Lendenfeld, 1887)
- Callyspongia rautenfeldi (Topsent, 1928)
- Callyspongia relicta Wiedenmayer in Hooper & Wiedenmayer, 1994
- Callyspongia reticulata (Keller, 1889)
- Callyspongia reticutis (Dendy, 1905)
- Callyspongia ridleyi (Dendy, 1905)
- Callyspongia ridleyi Burton, 1934
- Callyspongia rigida Desqueyroux-Faúndez, 1984
- Callyspongia robusta (Ridley, 1884)
- Callyspongia roosevelti van Soest, Kaiser & Van Syoc, 2011
- Callyspongia rowi Burton, 1959
- Callyspongia rubiginosa (Schmidt, 1870)
- Callyspongia samarensis (Wilson, 1925)
- Callyspongia schulzei (Kieschnick, 1900)
- Callyspongia septimaniensis Griessinger, 1971
- Callyspongia serpentina (Lamarck, 1814)
- Callyspongia simplex Burton, 1956
- Callyspongia sinuosa (Topsent, 1892)
- Callyspongia siphonella (Lévi, 1965)
- Callyspongia siphonopsis (Lendenfeld, 1887)
- Callyspongia sphaericuslobata (Hoshino, 1981)
- Callyspongia spiculifera (Whitelegge, 1901)
- Callyspongia spinifera (Carter, 1887)
- Callyspongia spinilamella (Dendy, 1889)
- Callyspongia spinimarginata Desqueyroux-Faúndez, 1984
- Callyspongia spinosissima (Dendy, 1887)
- Callyspongia spinulosa (Lendenfeld, 1887)
- Callyspongia spongionelloides Fishelson, 1971
- Callyspongia stalagmitis (Lendenfeld, 1887)
- Callyspongia staminea (Desqueyroux-Faúndez, 1984)
- Callyspongia stellata Bergquist & Warne, 1980
- Callyspongia strongylophora Hartman, 1955
- Callyspongia subarmigera (Ridley, 1884)
- Callyspongia subcornea (Griessinger, 1971)
- Callyspongia subtilis (Schmidt, 1870)
- Callyspongia subtilis Pulitzer-Finali, 1993
- Callyspongia superba (Lendenfeld, 1887)
- Callyspongia taupea (Tanita & Hoshino, 1989)
- Callyspongia tenerrima Duchassaing & Michelotti, 1864
- Callyspongia tenuis Thum, 1903
- Callyspongia ternatensis (Kieschnick, 1896)
- Callyspongia thurstoni (Burton, 1930)
- Callyspongia toxifera Wiedenmayer, 1989
- Callyspongia trichita Pulitzer-Finali, 1982
- Callyspongia truncata (Lendenfeld, 1887)
- Callyspongia truncata (Lindgren, 1897)
- Callyspongia tuberculata (Lendenfeld, 1887)
- Callyspongia tubulifera (Lindgren, 1897)
- Callyspongia tubulosa sensu (Esper, 1797)
- Callyspongia vaginalis (Lamarck, 1814)
- Callyspongia vasseli (Keller, 1889)
- Callyspongia velum (Lendenfeld, 1888)
- Callyspongia villosa (Lendenfeld, 1887)
- Callyspongia vincentina Wiedenmayer in Hooper & Wiedenmayer, 1994
- Callyspongia violacea Pulitzer-Finali, 1993
- Callyspongia viridis (Dendy, 1895)
- Callyspongia waguensis Tanita, 1961

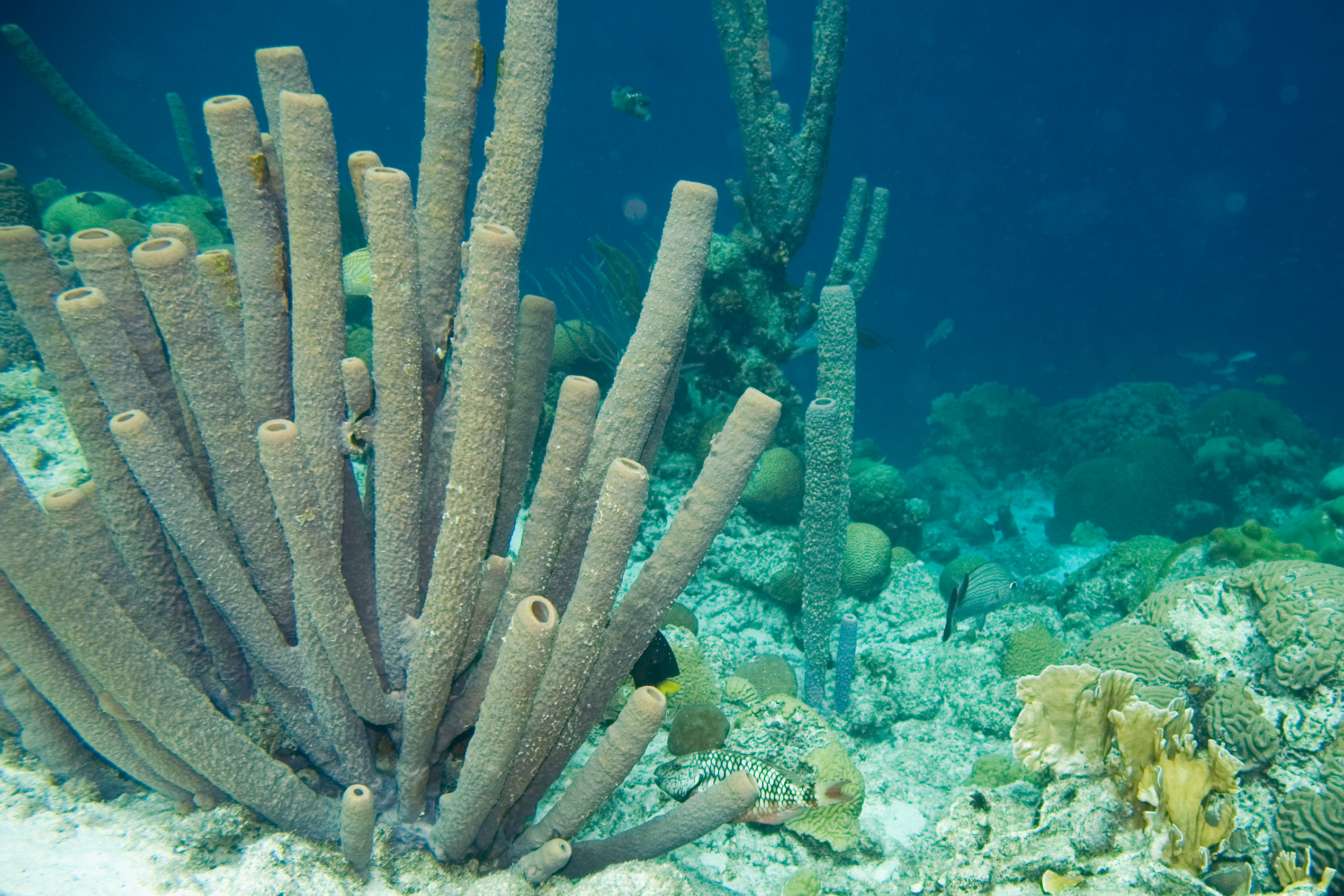
Callyspongia vaginalis
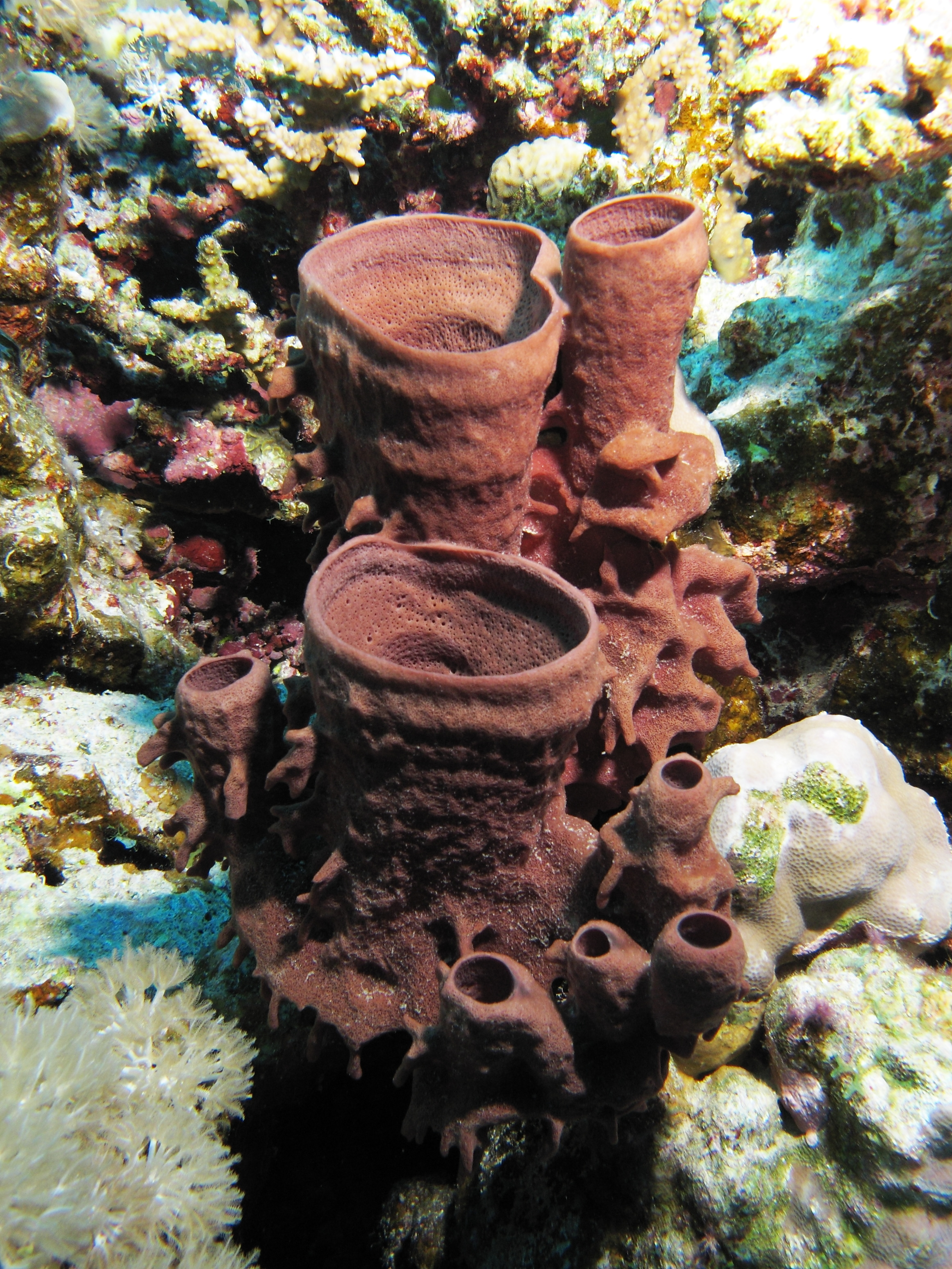
Callyspongia crassa
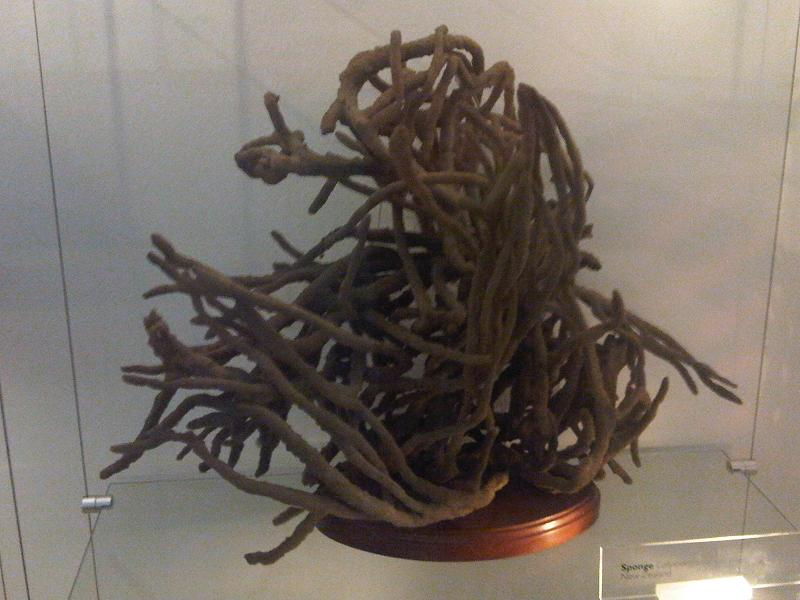
Callyspongia ramosa
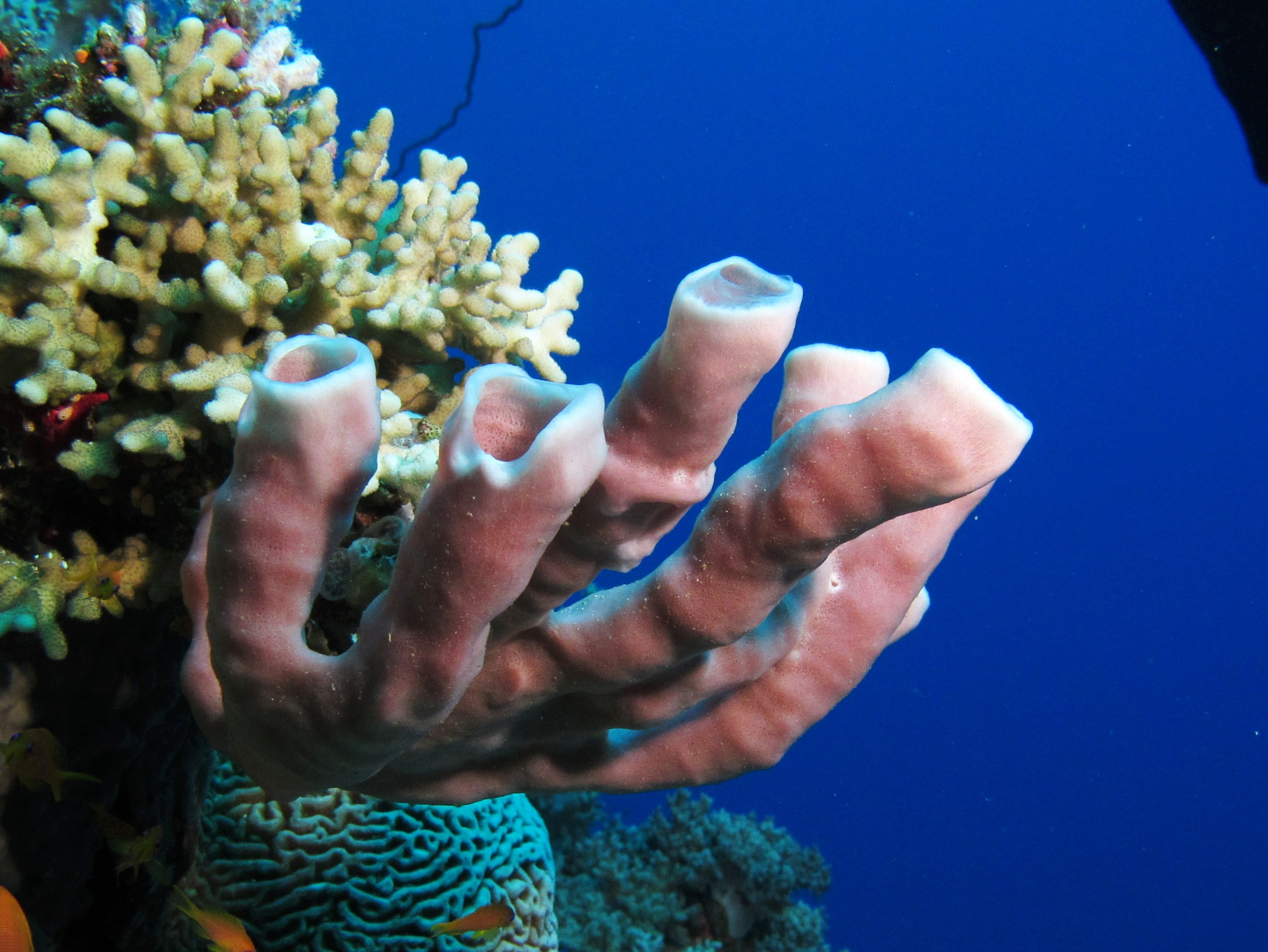
Callyspongia siphonella
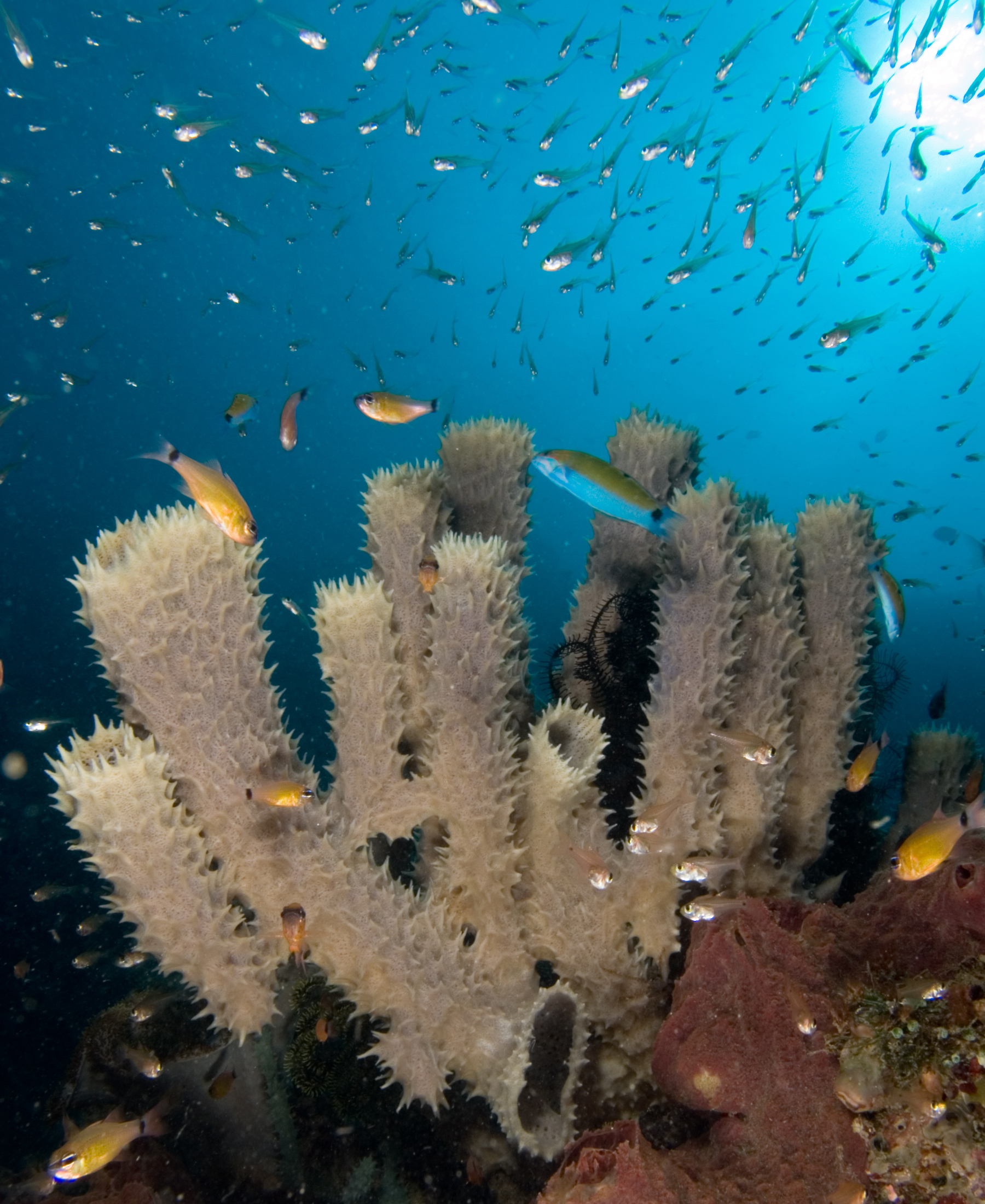
Callyspongia sp.
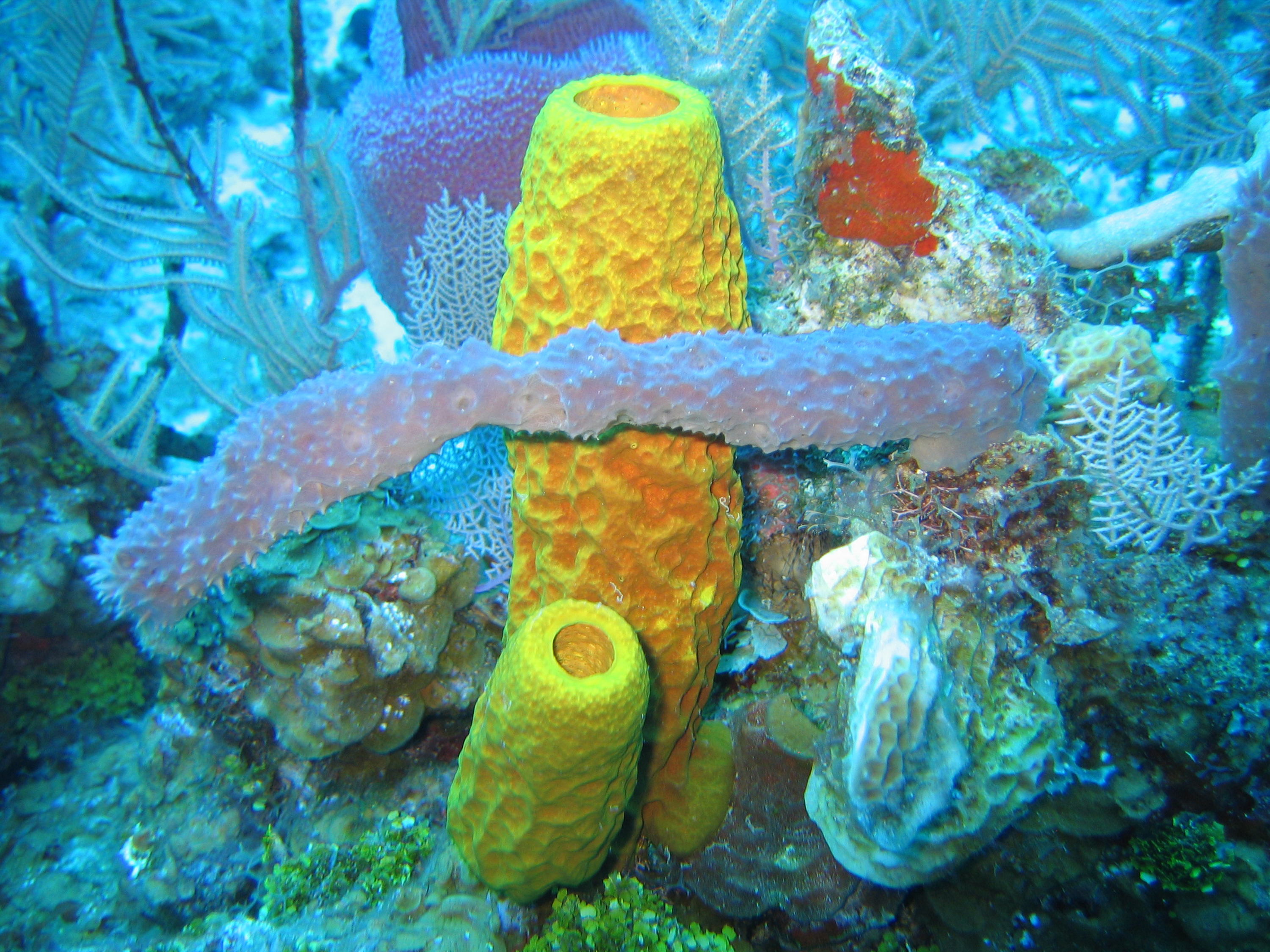
Callyspongia sp. avec Aplysina fistularis, Niphates digitalis et Spirastrella coccinea.